# 독일 대 크로아티아 (1998년 FIFA 월드컵)
1998년의 독일 대 크로아티아는 1998년 7월 4일에 열린 1998년 FIFA 월드컵 8강전의 마지막 경기이다. 이 경기는 독일과 크로아티아의 월드컵에서의 첫 대결이었으며, 이 경기에서 독일 축구 국가대표팀은 충격적인 패배를 당해 8강에서 탈락했고, 크로아티아 축구 국가대표팀은 유고슬라비아에서 독립한 이후 처음으로 FIFA 월드컵 준결승 무대에 올랐다. 이 경기는 20년 후인 2018년 FIFA 월드컵에서 대한민국에게 당한 0-2 패배와 함께 독일의 월드컵 축구 역사상 최악의 패배 중 하나로 기록되었으며, 크로아티아에는 영광의 승리로 남게 되었다.

## 경기 진행

### 상세 정보
| 독일 | 0 – 3  | 크로아티아                                 |
| ---- | ------ | ------------------------------------------ |
|      | 리포트 | 45+3′ 야르니 · 80′ 블라오비치 · 85′ 슈케르 |

| 독일 | 크로아티아 |

| GK            | 1  | 안드레아스 쾨프케      |     |     |
| SW            | 8  | 로타어 마테우스        |     |     |
| CB            | 2  | 크리스티안 뵈른스      | 40′ |     |
| CB            | 4  | 위르겐 콜러            |     |     |
| RWB           | 3  | 외어흐 하인리히        | 18′ |     |
| LWB           | 21 | 미하엘 타르나트        | 37′ |     |
| CM            | 16 | 디트마어 하만          |     | 79′ |
| CM            | 13 | 옌스 예레미스          |     |     |
| CM            | 10 | 토마스 헤슬러          |     | 69′ |
| CF            | 20 | 올리버 비어호프        |     |     |
| CF            | 18 | 위르겐 클린스만 (주장) |     |     |
| 교체 선수:    |    |                        |     |     |
| FW            | 9  | 울프 키르스텐          |     | 69′ |
| FW            | 11 | 올라프 마르샬          |     | 79′ |
| 감독:         |    |                        |     |     |
| 베르티 포크츠 |    |                        |     |     |

| GK                    | 1  | 드라젠 라디치          |     |     |
| SW                    | 4  | 이고르 슈티마츠        |     |     |
| CB                    | 20 | 다리오 시미치          | 13′ |     |
| CB                    | 6  | 슬라벤 빌리치          |     |     |
| RWB                   | 13 | 마리오 스타니치        |     |     |
| LWB                   | 17 | 로베르트 야르니        |     |     |
| DM                    | 14 | 즈보노미르 솔도        |     |     |
| CM                    | 7  | 알료샤 아사노비치      |     |     |
| CM                    | 10 | 즈보니미르 보반 (주장) |     |     |
| CF                    | 19 | 고란 블라오비치        |     | 83′ |
| CF                    | 9  | 다보르 슈케르          | 57′ |     |
| 교체 선수:            |    |                        |     |     |
| MF                    | 11 | 실비오 마리치          |     | 83′ |
| 감독:                 |    |                        |     |     |
| 미로슬라브 블라제비치 |    |                        |     |     |

| 부심: 미카엘 닐손 (스웨덴) 마르크 판 던 브루크 (벨기에) 대기심: 우르스 마이어 (스위스) |

## 같이 보기
- 아르헨티나 대 크로아티아 (2018년 FIFA 월드컵)
- 대한민국 대 독일 (2018년 FIFA 월드컵)